# Messier 51

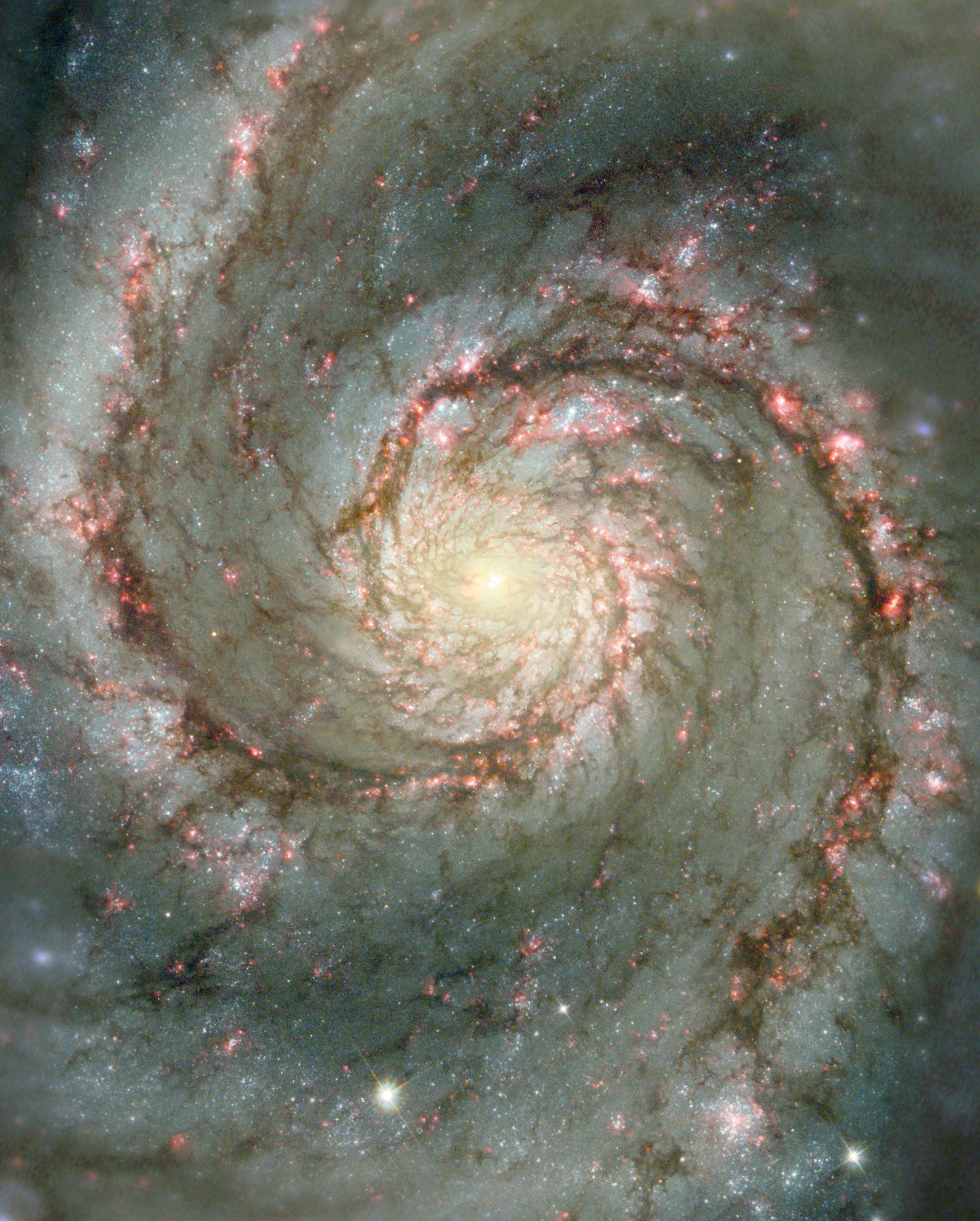
M51 - Malströmsgalaxen. Bilden är tagen med Rymdteleskopet Hubble år 2001

Malströmsgalaxen, M51 eller NGC 5194 är en spiralgalax av typ Sc belägen i stjärnbilden Jakthundarna. Denna typ karakteriseras av ett öppet spiralarmsmönster och en liten centralregion. 
Uppgifterna om avståndet till galaxen är osäkra och varierar mellan 25 och 45 miljoner ljusår.
Galaxen har en diameter av 65 000 ljusår och beräknas vara cirka 10 miljarder år gammal.
Malströmsgalaxen var den första galaxen där en spiralstruktur observerades, av Lord Rosse cirka 1850.
Huvudgalaxen kallas ibland även M51a då den har en följeslagare, satellitgalaxen NGC 5195, ibland kallad M51b, som delvis är förbunden med huvudgalaxen. 